# Tannerellaceae
Famille
Genres de rang inférieur
- Parabacteroides
- Tannerella, genre type

Tannerellaceae est une  famille de bactéries à Gram négatif qui ont été séparées de la famille Porphyromonadaceae. Cette famille fait partie de l'ordre des Bacteroidales et du phylum Bacteroidota.

## Historique
La création du genre Parabacteroides à partir du groupe de bactéries dites «groupe Bacteroides fragilis» résistantes à la bile a montré que ces bactéries sont plus proche phylogénétiquement des Tannerella que des Bacteroides où elles étaient initialement identifiées ou même des Porphyromonas. D'abord classées parmi les Porphyromonadaceae, des analyses ultérieures ont abouti à la création d'une nouvelle famille nommée Tannerellaceae.

## Taxonomie

### Étymologie
L'étymologie du genre Tannerellaceae est la suivante : Tannerella, un genre de bactérie, -aceae suffixe pour nommer une famille, N.L. fem. pl. n. Tannerellaceae, ce qui signifie : la famille des Tannerella,.

### Classification Phylogénique
L'analyse phylogénétique de bactéries du groupe résistant à la bile identifiées comme des Bacteroides a présenté une similarité de séquence de l'ARNr 16S avec l'espèce Tannerella forsythensis de près de 90% contre seulement 82% (environ) avec les autres espèces de Bacteroides et environ 84% avec un groupe de Porphyromonas. Elle a positionné les trois espèces de ce nouveau genre Parabacteroides dans un même clade plus proche des genres Tannerella et Porphyromonas que de Bacteroides ce qui a conduit le Bergey's Manual à les classer à partir de 2010 dans celle des Porphyromonadaceae. En 2016, les Parabacteroides et les Tannerella sont reclassées dans la famille des Tannerellaceae nouvellement créée et incluses dans l'ordre des Bacteroidales, la classe des Bacteroidia et dans le phylum Bacteroidota. Ce déplacement des deux genres bactériens et le nouveau nom de Famille a été validé en 2022 par l'International Committee on Systematics of Prokaryotes.